# Marockos herrlandslag i handboll
Marockos herrlandslag i handboll representerar Marocko i handboll. Laget har aldrig vunnit vare sig Afrikanska mästerskapen eller världsmästerskapen. Marocko har varit medlem av internationella handbollsförbundet sen 1960 men det var inte förrän 1995 man lyckades kvalificera sig för sitt första VM.

## Afrikanska mästerskapen
- 1994 : 4:a
- 1996 : 4:a
- 1998 : 4:a
- 2000 : 4:a
- 2002 : 4:a
- 2004 : 6:a
- 2006 : 3:a
- 2010 : 6:a
- 2012 : 4:a

## Världsmästerskapen
- 1995 : 22:a
- 1997 : 23:e
- 1999 : 17:e
- 2001 : 22:a
- 2003 : 23:e
- 2007 : 20:e
- 2021 : 29:e
- 2023 : 30:e

### Fotnoter
1. ↑  IHF.info - Morocco Arkiverad 21 november 2010 hämtat från the Wayback Machine.